# St. Blasius (Buchheim)

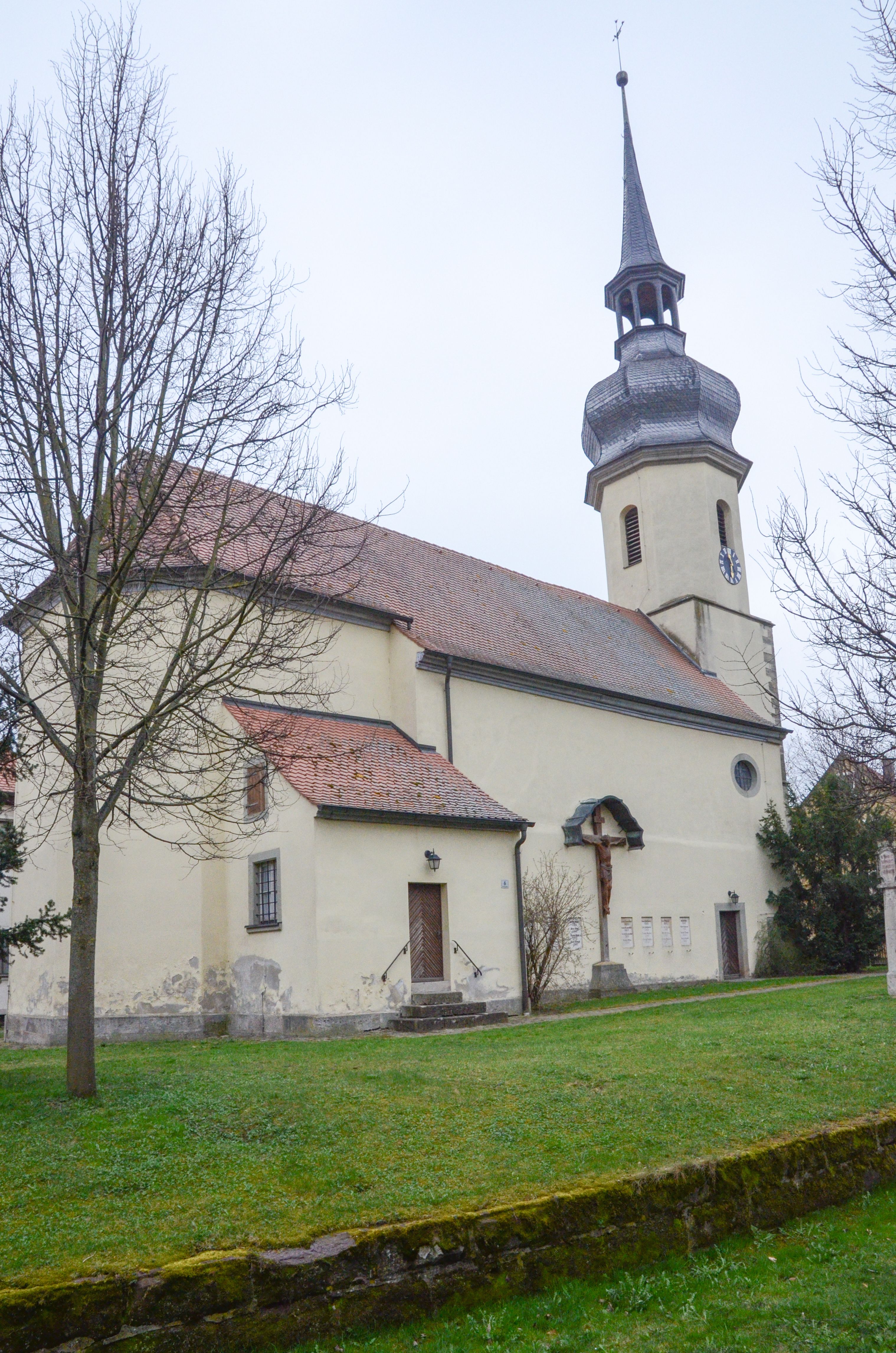
St. Blasius (Buchheim)

Die evangelische Filialkirche St. Blasius ist ein denkmalgeschütztes Kirchengebäude in Buchheim, einem Gemeindeteil der Stadt Burgbernheim im Landkreis Neustadt an der Aisch-Bad Windsheim (Mittelfranken, Bayern).
Das Bauwerk ist unter der Denkmalnummer D-5-75-115-58 als Baudenkmal in die Bayerische Denkmalliste eingetragen. Die Filialkirche gehört zur Kirchengemeinde Burgbernheim der Pfarrei Ergersheim im Dekanat Bad Windsheim im Kirchenkreis Ansbach-Würzburg der Evangelisch-Lutherischen Kirche in Bayern.

## Beschreibung
Die spätmittelalterliche Saalkirche wurde 1707/09 ausgebaut. Der zweigeschossige, quadratische Kirchturm im Westen wurde mit einem achteckigen Geschoss aufgestockt, das die Turmuhr und den Glockenstuhl beherbergt, und mit einer Welschen Haube bedeckt. An das Kirchenschiff schließt sich im Osten ein eingezogener Chor mit einer Sakristei an der Nordseite an. Das Kirchenschiff hat Bogenfenster an der Südseite. 
Der mit einer Flachdecke überspannte Innenraum hat zweigeschossige Emporen an der Nordseite und eine eingeschossige auf der Westseite, auf der die Orgel steht. Der Wendelsäulenaltar stammt vom Ende des 17. Jahrhunderts, die Kanzel aus der Werkstatt von Georg Brenck dem Älteren aus Bad Windsheim (1611).
Zuletzt wurde die Kirche im 21. Jahrhundert restauriert. 